# Alpes de Plessur
 Los Alpes de Plessur son una cadena montañosa en los Alpes del este de Suiza. Se consideran parte de los Alpes Réticos Occidentales. Llevan el nombre del río Plessur, que se origina en el centro de las cadenas. Los Alpes de Plessur están separados de los Alpes de Glarus en el oeste por el valle del Rin; de la cordillera Rätikon en el norte por el valle del río Landquart (Prättigau); desde los Alpes de Albula en el sureste por el valle del río Landwasser; desde los Alpes de Oberhalbstein en el sur por el valle del río Albula. 
Los Alpes de Plessur están drenados por los ríos Rin, Plessur, Landwasser y Landquart. La estación de esquí Arosa se encuentra en el medio de la cordillera. 
Los picos de los Alpes de Plessur son el Aroser Rothorn (el más alto, 2985 m) y el Stätzer Horn (2576 m). 
Un puerto de montaña en los Alpes de Plessur es el puerto de Strela, desde Davos a Langwies, elevación (2377 m). 

## Picos
Los picos principales de los Alpes de Plessur son: 
| Name             | Height |
| ---------------- | ------ |
| Aroser Rothorn   | 2985 m |
| Sandhubel        | 2764 m |
| Valbellahorn     | 2764 m |
| Guggernell       | 2744 m |
| Älpliseehorn     | 2725 m |
| Schiahorn        | 2709 m |
| Strela           | 2636 m |
| Stelli (montaña) | 2622 m |
| Stätzer Horn     | 2576 m |
| Fulhorn          | 2529 m |
| Mattjisch Horn   | 2461 m |
| Gürgaletsch      | 2441 m |
| Cunggel          | 2413 m |
| Ful Berg         | 2395 m |
| Glattwang        | 2376 m |

## Galería

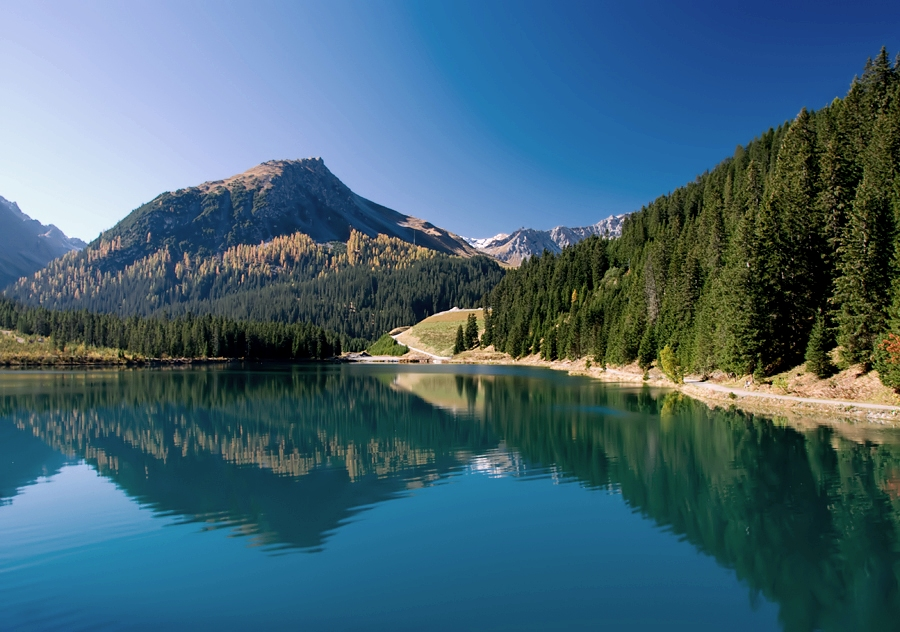
Lago en Arosa
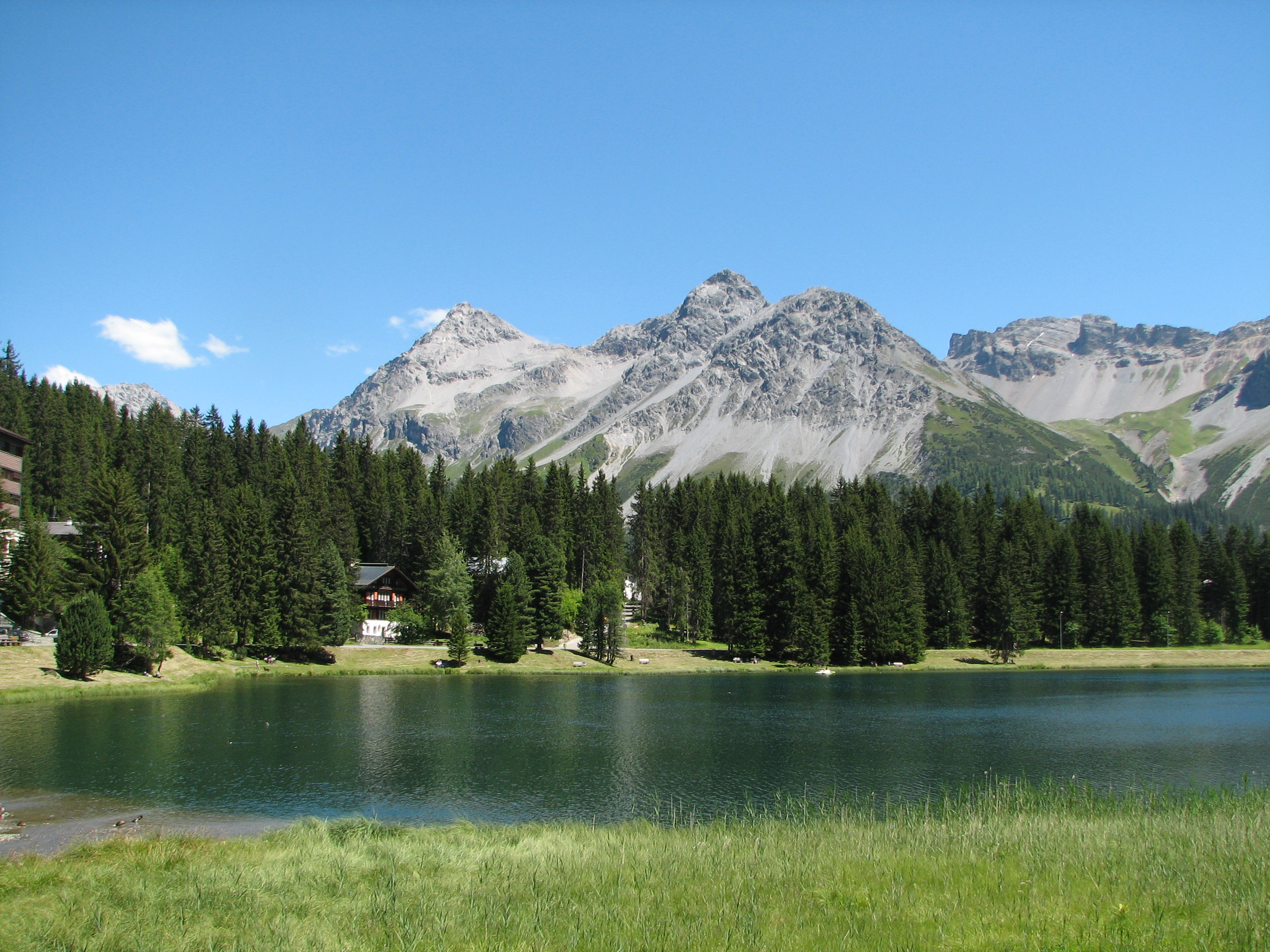
Obersee
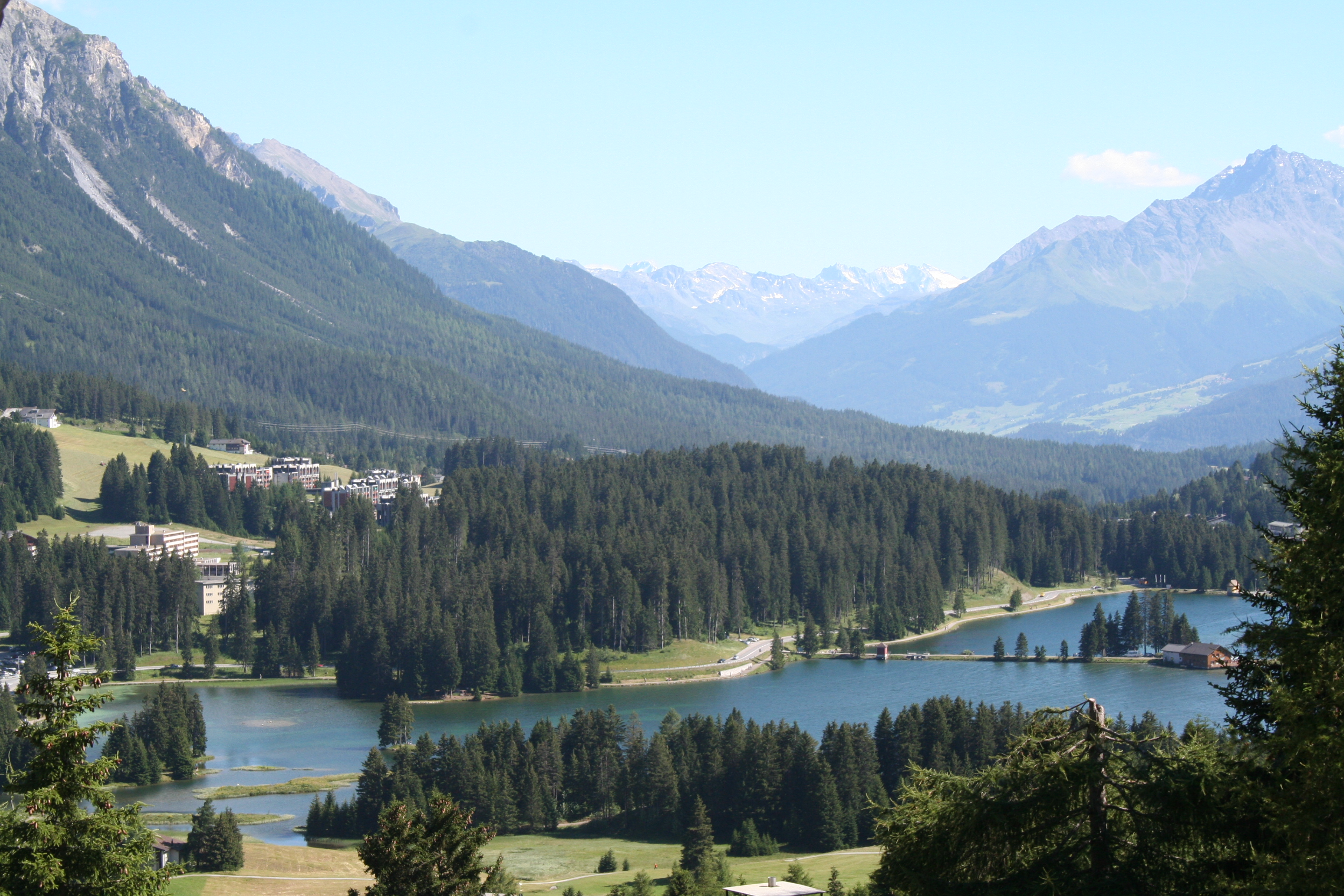
Valle de Lenzerheide
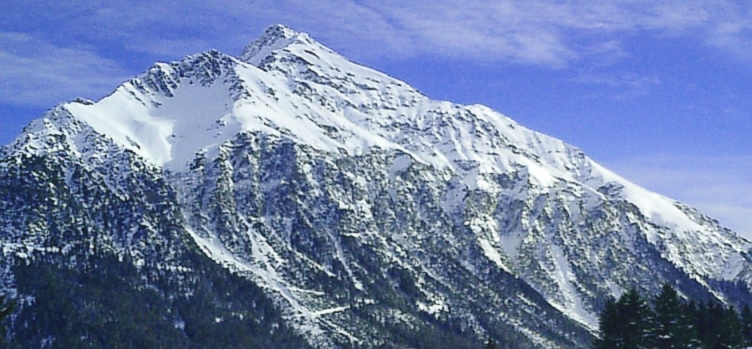
Lenzer Horn
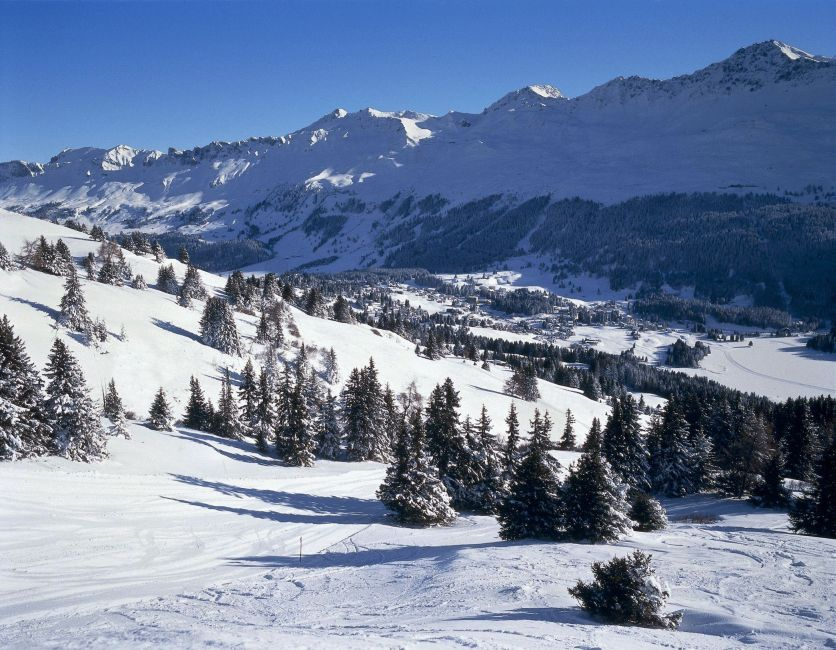
Parpaner Rothorn (derecha)
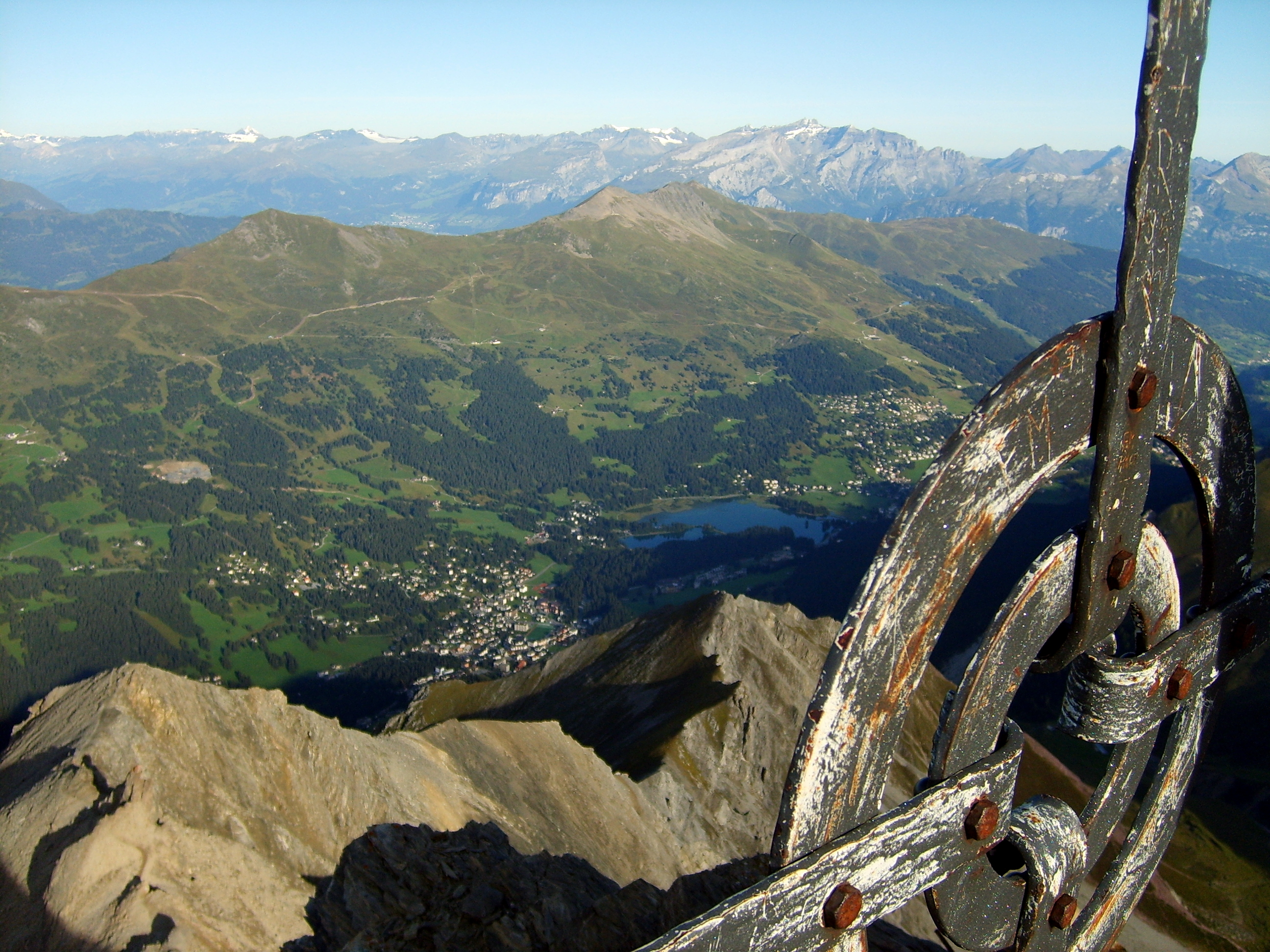
Cumbre del cuerno de Lenzer